# Subantarctia centralis
Subantarctia centralis là một loài nhện trong họ Orsolobidae.
Loài này thuộc chi Subantarctia. Subantarctia centralis được Raymond Robert Forster & Norman I. Platnick miêu tả năm 1985.